# Фест-ноз
Fest noz (іноді через дефіс як fest-noz; «нічний фестиваль» бретонською) — традиційний бретонський фестиваль із груповими танцями та живими музикантами, які грають на акустичних інструментах.

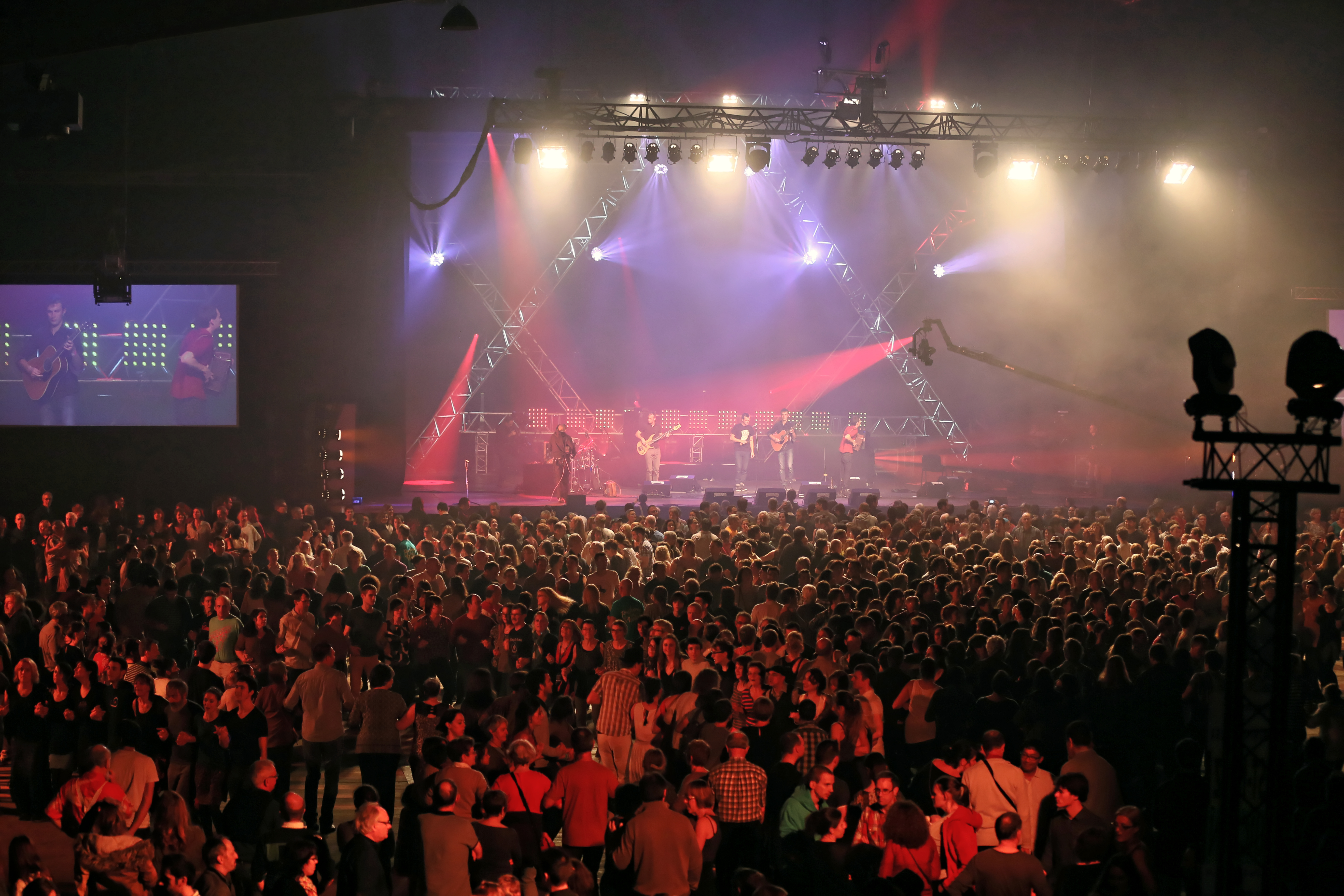
7000 танцюристів у Ренні на фестивалі Fest Noz Yaouank 2015 (Startijenn на сцені)

Хоча це дуже легко списати з рахунків fest nozou і fêtes folkloriques як сучасні винаходи, більшість традиційних танців fest noz є стародавніми, деякі з них сягають Середньовіччя, що дає можливість громаді осягнути своє минуле та відчути глибоке відчуття буття з предками та місцем.
Множина бретонською — festoù noz, але сестри Гоадек (сім'я традиційних співачок) говорили festnozoù, і французи також можуть сказати французькою des fest-noz.
5 грудня 2012 року fest noz був включений ЮНЕСКО до Репрезентативного списку нематеріальної культурної спадщини людства.

## Фест-ноз
Fest noz (pl.: festoù noz) — традиційний фестиваль танцю в Бретані. Більшість бретонських танців — це соціальні танці в групі. Наразі багато festoù noz також проводяться за межами Бретані в межах діаспори, завдяки чому бретонська культура оживає за межами території Бретоні. Цей термін відомий з кінця 19 століття, але дається як назва лише з 1950-х років.

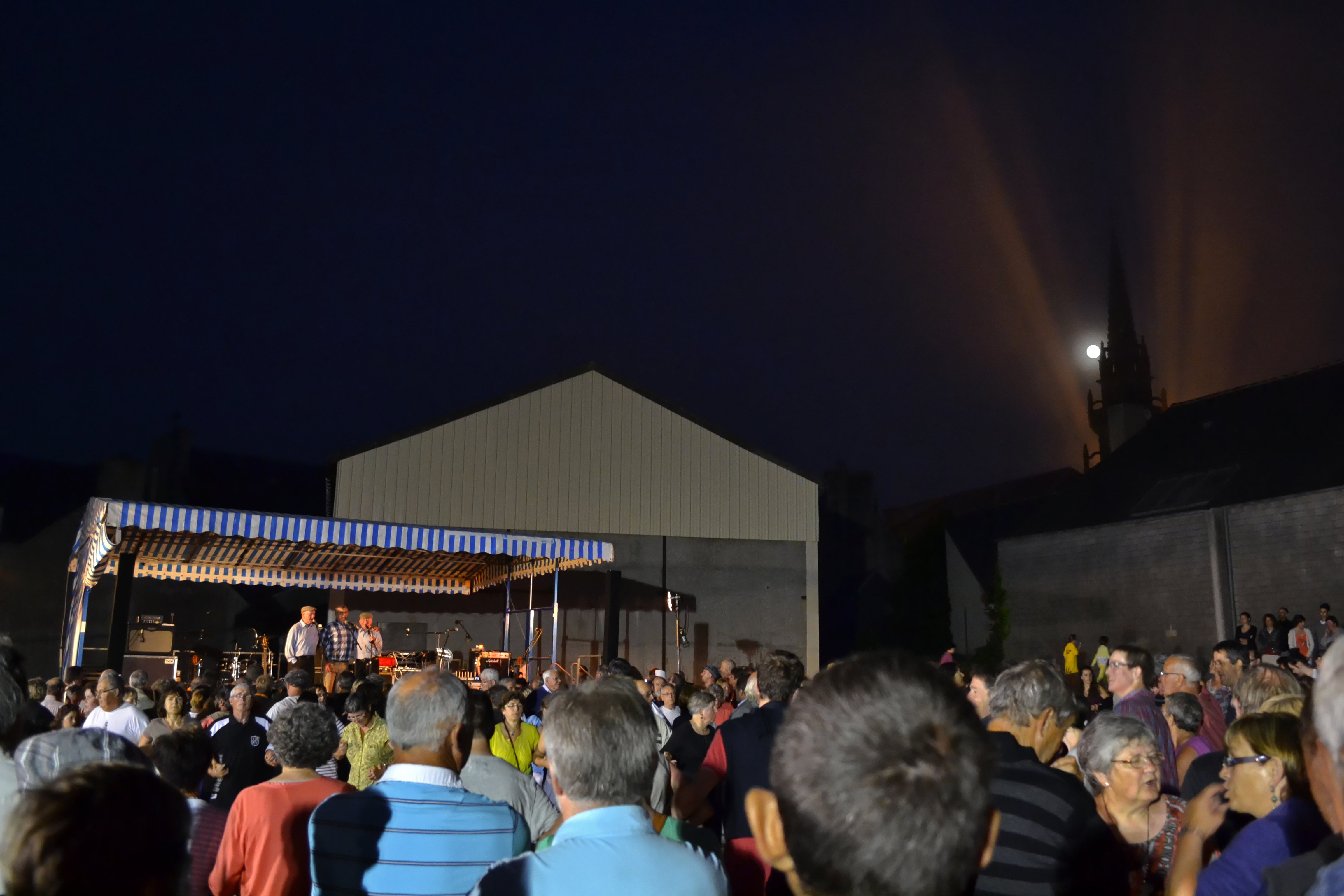
Frères Morvan, відомі брати-фермери, у 2013 році

У минулому танці іноді використовувалися для того, щоб витоптувати землю, щоб зробити тверду земляну підлогу в будинку або тверду поверхню для сільськогосподарських робіт (танці «aire neuve»), до яких запрошували людей з околиць, що пояснює наявність у деяких танцях рухів тупцювання. Довгий час церква забороняла танці «коф-га-коф» (живіт до живота), тобто танці парами. Ці фестивалі були нагодою для молодих людей зустрітися та оцінити один одного на соціальному рівні, за одягом, а також побачити, як швидко вони втомлюються, оскільки танці інколи тривали довго і включали складні та швидкі кроки, які вимагали зусилля і вміння.
У ці дні festoù noz все ще дуже популярні, змішуючи різні покоління. У більшості сіл є fest noz принаймні раз на рік, організований спортивними клубами, школою тощо. Це спосіб висловити свою культуру та ідентичність, а також поділитися спільними цінностями з друзями ночі. Як і в багатьох групових народних танцях, іноді говорять про досягнення стану трансу через повторювану музику та фізичне навантаження. Під час літнього та туристичного сезону багато в чому беруть участь у fest noz для багатьох людей це як альтернативний спосіб відвідування нічного клубу.

## Танці

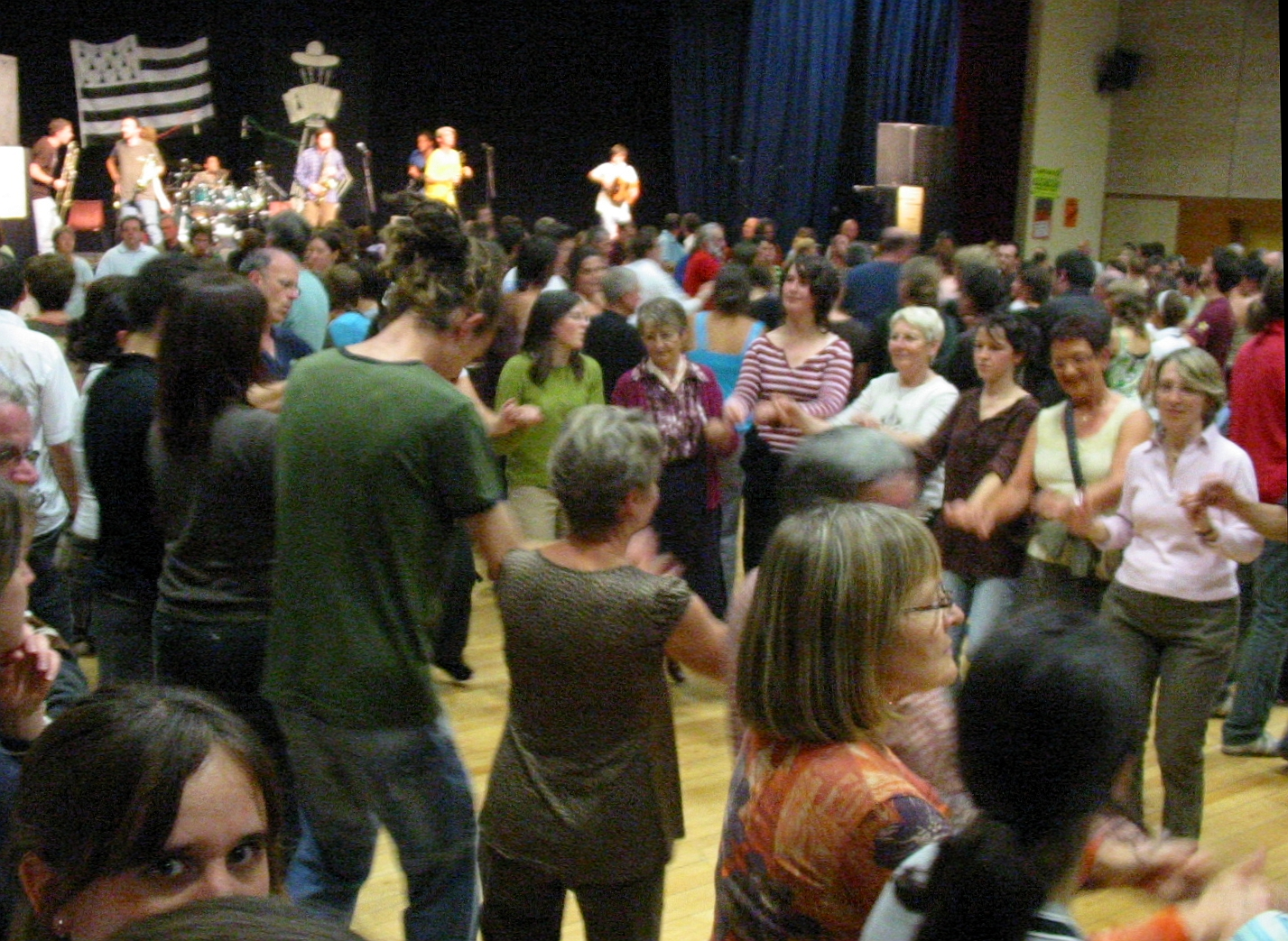
Fest noz у Pays Gallo у 2007 році в рамках фестивалю Mill Góll

Існують сотні традиційних танців, з яких найвідоміші гавоти, an dro, 'hanter dro, plinn і скотиш. Під час fest noz, більшість танців виконується ланцюжком або по колу (всі беруться за руки), але є також танці в парах і «хореографічні» танці, тобто танці, збагачені точними художніми елементами (послідовностями, фігурами тощо).
Основним дослідженням бретонських танців є книга «Популярна традиція танцю в Нижній Бретані», написана Жаном-Мішелем Гільшером на основі його дисертації (нове видання Coop-Breizh, Chasse-Marée/Armen, 1995).

## Музика
На цих фестивалях є в основному два типи музики: музика, що виконується а капела (kan ha diskan), у супроводі музики або чисто інструментально. До винайдення мікрофонів і підсилювальних інструментів найчастіше використовувалися talabard інструменти (різновид гобоя або шаума) і бретонська волинка (binioù kozh), через їх великий об'єм. Також популярними були діатонічний акордеон, кларнет, іноді скрипка та шарманка. Після Другої світової війни шотландська волинка (binioù bras) також стало поширеним у Бретані завдяки bagadoù (смужки для сопілок) і таким чином часто замінювали binioù-kozh. Основний кларнет (treujenn-gaol, «ядро капусти» бретонською) майже зникло, але за останні кілька років відновило популярність.
Окрім традиційних інструментів, сьогодні існують групи з багатьма різними стилями музики, починаючи від року, джазу та закінчуючи панк-музикою, а також поєднується зі стилями з інших країн. Струнні інструменти (скрипка, контрабас, акустична гітара, електрогітара, бас-гітара) і північноафриканські ударні інструменти вже давно освоєні. Різною мірою деякі fest noz групи також використовують електронні клавішні та синтезатори (Strobinell, Sonerien Du, Les Baragouineurs, Plantec та ін.). Мідні духові інструменти стають все більш поширеними, часто приносячи з собою звуки, наближені до східної музики.

## Програма

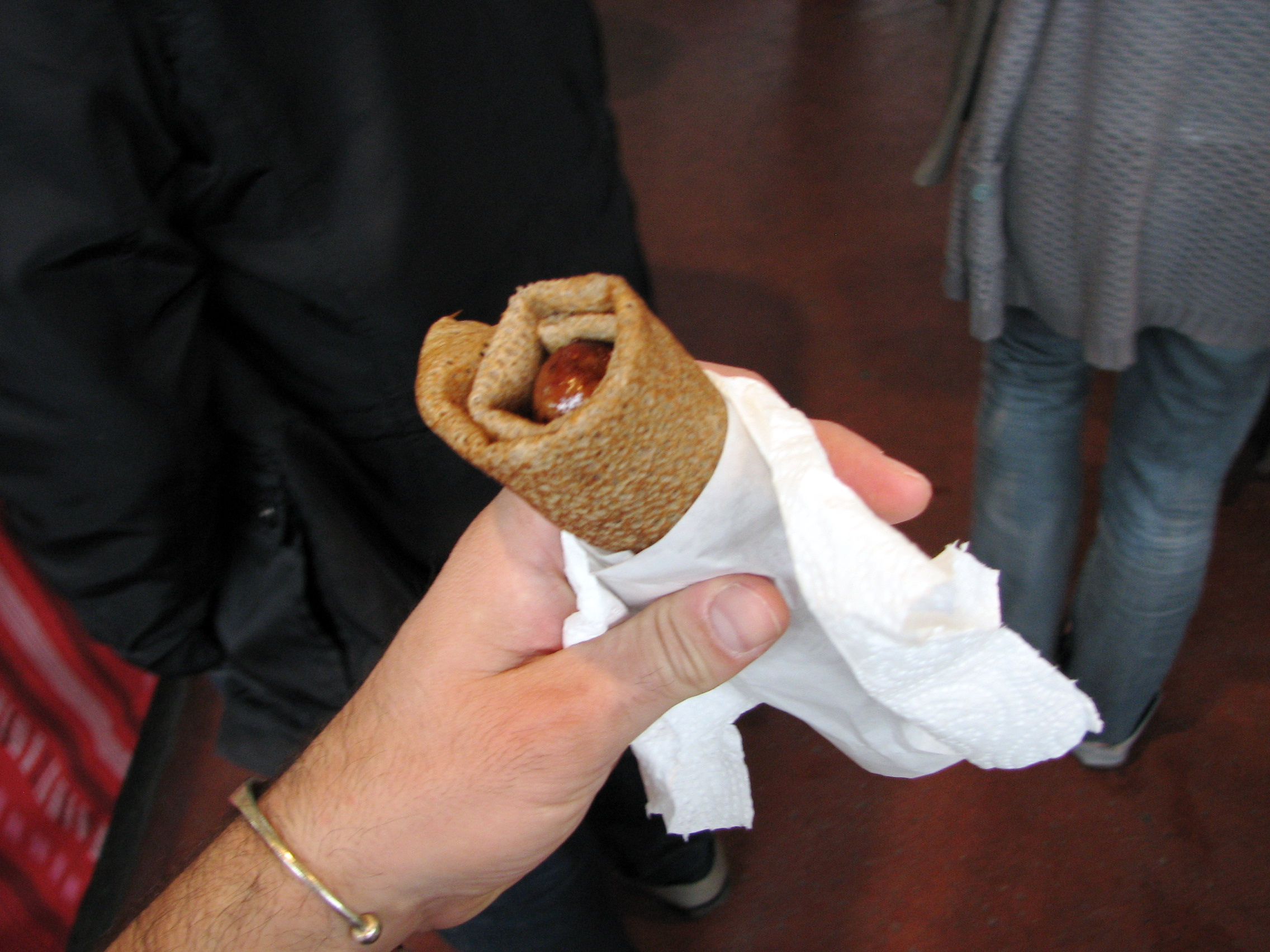
Galette-saucisse в Ренні

Відразу після відродження в 1970-х роках стандартом було чергування пари співаків (а капела або kan a diskan) і пара музикантів (biniou і talabard загалом). Було звичним спостерігати проведення «вільних сцен». В даний час пари співаків (kanerien) і пари музикантів (sonerien) грають по черзі з оркестром. Гурти грають більше інструментальної музики, і часто практика танцю відрізняється від двох інших способів диригування танцюристами.
Між кожною «сюїтою» (трьома танцями) є короткі перерви, під час яких танцюристи спілкуються, спілкуючись з іншими танцюристами або відвідуючи традиційний шведський стіл із місцевими стравами, як-от crêpes, galettes-saucisses, far Breton, і kouign-amann, з місцевим сидром, пивом і chouchenn, схожий на медовуху напій із збродженого меду.